# Kertész Erzsébet
Kertész Erzsébet (álnevei: Ingrid Holsen, Elbert S. Payne, Marjorie Wyne) (Szolnok, 1909. szeptember 29. – Budapest, 2005. március 25.) József Attila-díjas (2000) magyar író.

## Élete és munkássága
Kertész (Mór) Miklós (1877–1933) gépészmérnök, gyárigazgató és Reiser Irén (1882–1949) gyermekeként született zsidó családban. Apai nagyszülei Kertész Jónás és Schwartz Janka, anyai nagyszülei Reiser Ede (1849–1890) kereskedő és Kohn Adél (1850–1915) voltak.
1927–1933 között a József Nádor Műszaki és Gazdaságtudományi Egyetem kémia–földrajz szakán tanári oklevelet szerzett. Kezdetben könyvtárosként dolgozott Az Újságnál, majd 1936–1940 között a Dolgozó Asszonyok Lapja főszerkesztő-helyettese, 1940-től szabadfoglalkozású író volt.
Elsősorban fiataloknak, különösen lányoknak írt regényein, amelyek az emlékezetes csíkos könyvekben jelentek meg, olvasók több generációja nőtt fel.
Életrajzi munkái a világ és a magyar történelem nagy alakjairól szóltak, de kizárólag nőkről. Nevéhez kötődik egyebek mellett a Teleki Blanka, a Szendrey Júlia, a Csipkebolt Brüsszelben (Podmaniczky Júliának, Jósika Miklós feleségének az életrajza), a Kossuth Zsuzsanna és a Vilma doktorasszony (Hugonnai Vilmáról az első magyar orvosnőről szóló) című könyv.
Utolsó kötete saját életrajzi regénye volt, amely csak néhány évvel halála előtt jelent meg Fiút vártak, lány született címmel.
Kertész Erzsébet számos elbeszélés és mese szerzője is volt, fordított bolgárból és oroszból egyaránt.

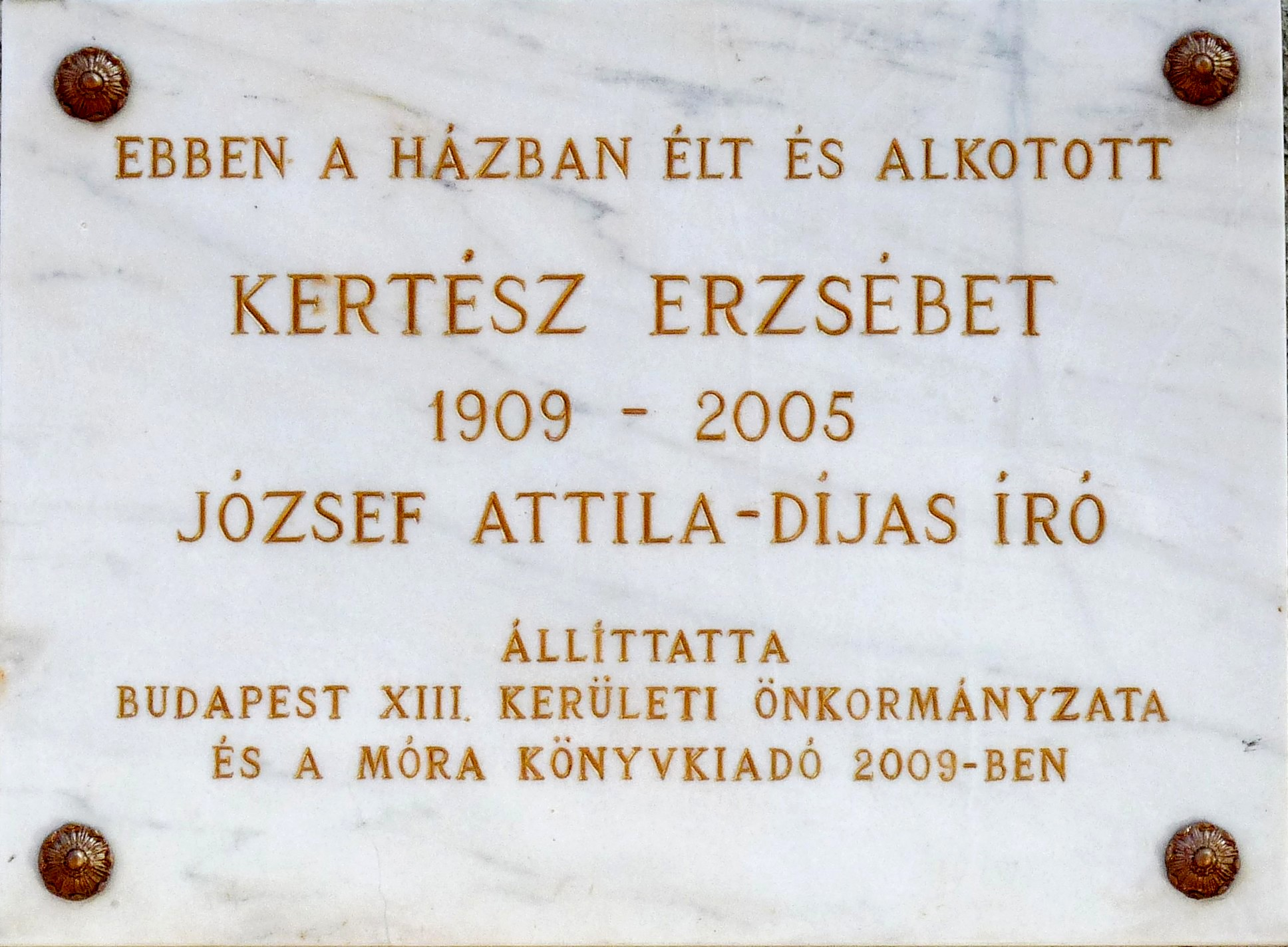
Emléktáblája Budapest XIII. kerületében

## Művei
- Úrilányok (elbeszélések, 1929)
- Gyönyörű nyár! (regény, 1935)
- A családi panzió (regény, 1937)
- Júliusi szerelem (regény, 1938)
- Kislányok a nagyvárosban (ifjúsági regény, 1938)
- Nagylányok (ifjúsági regény, 1938)
- A ligeti nagytanács (gyermekregény, 1939)
- Szonja (ifjúsági regény, 1939) Online elérés
- Kandi és Bandi az állatkertben (mese, 1939, 1950)
- A szabadság angyala (regény, 1940)[6]
- Testvérke (ifjúsági regény, 1941)
- Afrikai éjszakák (regény, 1941)
- Cowboy csapda (regény, 1941)
- Visszahív a préri (regény, 1941)
- Zsuzsi vakációja (ifjúsági regény, 1941)
- Marjorie Wyne: Hiába: szeretlek! (regény, 1941?)
- Négylevelű lóhere (ifjúsági regény, 1942)
- Utazás Játékországban (meseregény, 1942)
- Zsuzsi az intézetben (ifjúsági regény, 1942)
- Nincs hozománya! (regény, 1942)
- Zsuzsi Virágospusztán (ifjúsági regény, 1942)
- Riport és szerelem (regény, 1942)
- Zsuzsi a Vadrózsa Szövetségben (ifjúsági regény, 1943)
- Zsuzsi menyasszony lesz (ifjúsági regény, 1947)
- Zsuzsi férjhez megy (ifjúsági regény, 1947)
- Zsuzsi pénzt keres (ifjúsági regény, 1947)
- Csévi utca 11/d  (ifjúsági regény, 1947)
- Elizabeth (regény, 1948)
- Mint fűszál a réten… (ifjúsági regény, 1950)
- Kaland a Szamócában (ifjúsági regény, 1957)
- Szonya professzor (ifjúsági regény, 1962)
- Vilma doktorasszony (regény, 1965)
- Teleki Blanka (regény, 1966)
- Harriet regénye (regény, 1967)
- Szendrey Júlia (ifjúsági regény, 1969)
- Az első Gertrudis (regény, 1970)
- Szamóca-lányok (ifjúsági regény, 1973)
- Csipkebolt Brüsszelben (ifjúsági regény, 1974)
- A lámpás hölgy (ifjúsági regény, 1976)
- A tábornok lánya (ifjúsági regény, 1978)
- Úttörő asszonyok (ismeretterjesztő, elbeszélés, 1979)
- Bettina három élete (ifjúsági regény, 1981)
- Kossuth Zsuzsanna (életrajz, 1983)
- Jenny, Laura, Tussy (ifjúsági regény, 1984)
- Titkos házasság (ifjúsági regény, 1985)
- A fejedelemasszony (életrajz, 1986) Online elérés
- Zöldfa utcza 38 (regény, 1987) Online elérés
- A három Róza (regény, 1995) Online elérés
- Fiút vártak, lány született (regény,  2000)

## Műfordításai
- G. Schmitt: Két szív egymásra talál (regény, 1937)
- James Oliver Curwood: Szerencsés hasonlatosság (regény, 1937)
- V. G. Ligyin: A nagy folyó (regény, 1953)
- N. Kalma: Liftes Jim (elbeszélések, 1954)
- Sz. Mogilevszkaja: A pintyőke (ifjúsági elbeszélés, 1954)
- L. Kasszil: A napsugár szerelmese (regény, 1956)
- N. N. Noszov: Hurrá, itt a nyár (ifjúsági regény, 1960)

## Díjai, elismerései
- A Móra Könyvkiadó Nívódíja (1967)
- Szocialista Kultúráért (1984)
- A Művészeti Alap Irodalmi Díja (1985)
- A Magyar Köztársasági Érdemrend tisztikeresztje (1995)
- Év Gyermekkönyve életműdíj (1999)
- József Attila-díj (2000)